# Adolfo Gori
Adolfo Gori (ur. 13 lutego 1939 w Viareggio) – włoski piłkarz, grający na pozycji pomocnika lub obrońcy, trener piłkarski.

## Kariera piłkarska

### Kariera klubowa
Wychowanek klubu Viareggio, w barwach którego w 1956 rozpoczął karierę piłkarską. W 1959 został piłkarzem Lucchese. W 1961 przeszedł do SPALu. W latach 1963–1969 bronił barw Juventusu, z którym zdobył puchar i mistrzostwo Włoch. Latem 1968 został wypożyczony do Palermo, z którym rozegrał dwa mecze w Pucharze Włoch, po czym wrócił do Turynu, ale już nie grał w Juventusie. Potem występował w klubach Brescia, Rochester Lancers i Camaiore. W 1972 roku wrócił do Rochester Lancers, w którym zakończył karierę piłkarską.

### Kariera reprezentacyjna
25 czerwca 1967 roku debiutował w narodowej reprezentacji Włoch w meczu przeciwko Rumunii (1:0).

## Kariera trenerska
W 1972 roku będąc piłkarzem Rochester Lancers rozpoczął pracę trenerską w amerykańskim klubie.

## Sukcesy i odznaczenia

### Sukcesy klubowe
Lucchese
- mistrz Serie C: 1960/61 (gr. B)

Juventus
- mistrz Włoch: 1966/67
- zdobywca Pucharu Włoch: 1964/65